# 金彩然
金 彩然（キム・チェヨン、ハングル：김 채연、2006年12月8日 - ）は、韓国のフィギュアスケート選手（女子シングル）。2024年世界選手権3位。2025年四大陸選手権優勝、2024年四大陸選手権2位。

## 経歴
2006年12月8日、大韓民国のソウルで生まれる。母はインテリアデザイナーのイ・ジョンア。キムの衣装はすべて母の手作りだという。2016年、小学4年生の時に趣味でスケートを始め、小学5年生から本格的に個人レッスンを受け始めた。「当時は選手になるとは考えていなかったが、6年生の時に2回転アクセルを飛んで国家代表の夢を抱くようになった」とキムは語っている。
2020年の韓国選手権ジュニア部門で4位、2021年にはシニアの韓国選手権で9位の成績を収めた。2021–2022年シーズンには自身初となるジュニアグランプリシリーズに出場し、クールシュヴェル大会で2位となる。ジュニアグランプリデビュー戦でのメダル獲得は、韓国選手では2004年のキム・ヨナ、2019年のパク・ヨンジョンに続く3人目となった。シーズン終了後、それまで師事してきたハン・スンミからチ・ヒョンジョンにコーチを交代した。
2022–2023年シーズンのジュニアグランプリシリーズではソリダリティ杯で3位、エーニャノイマルクトで2位となり、初出場となったジュニアグランプリファイナルでは銅メダルを獲得した。韓国女子選手のジュニアグランプリファイナルでのメダル獲得は、2位のシン・ジアとともに2005年大会のキム・ヨナ以来17年ぶりの快挙となった。初出場となったシニアの世界選手権では、ショートプログラム12位からフリースケーティング3位と巻き返し、総合6位入賞を果たした。

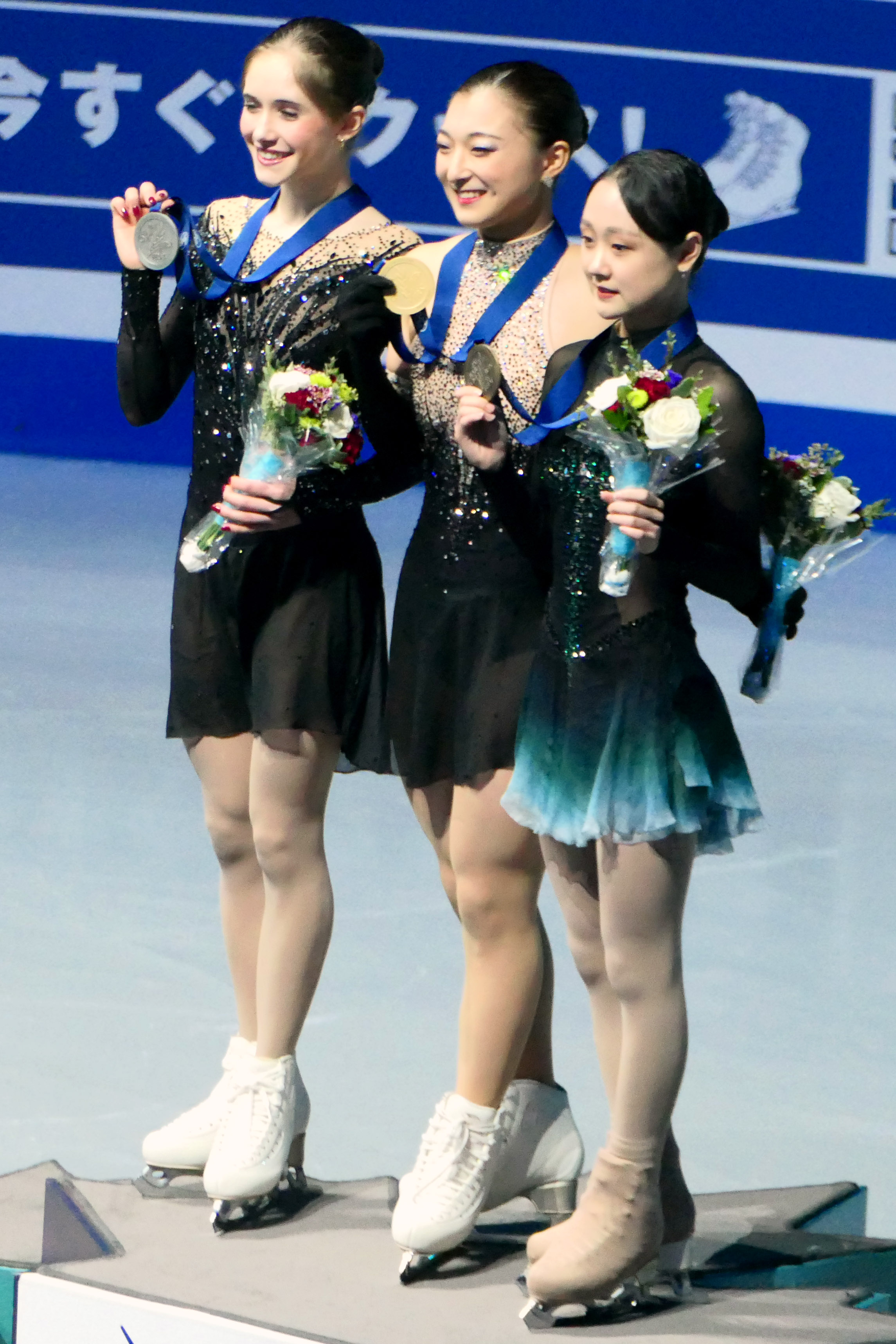
初のメダルを獲得した2024年世界選手権の表彰台

2023–2024年シーズン、チャレンジャーシリーズのオンドレイネペラ杯でシニアの国際大会初優勝を果たした。グランプリシリーズではスケートカナダで2位、エスポーグランプリで4位となる。2024年四大陸選手権では、チャンピオンシップス初のメダルとなる銀メダルを獲得。2024年世界選手権ではショートプログラム6位から逆転し銅メダルを獲得した。世界選手権でのメダル獲得は、韓国女子としてはキム・ヨナ、イ・ヘインに続く3人目となった。
2024–2025年シーズン、グランプリシリーズのフランスグランプリで4位、中国杯で3位となる。2025年1月の韓国選手権では大会2連覇中のシン・ジアを破り初優勝を遂げた。2月のアジア冬季競技大会ではショートプログラム・フリースケーティングともに自己ベストを更新し、当時世界選手権3連覇中の坂本花織を破り優勝を果たした。さらに2025年四大陸選手権でも自己ベストを更新し、韓国女子としてはキム・ヨナとイ・ヘインに続く3人目の四大陸選手権覇者となった。

## 競技成績

### ISUパーソナルベストスコア
- SP - ショートプログラム、FS - フリースケーティング
- TSS - 部門内合計得点（英: Total segment score）は太字
- TES - 技術要素点（英: Technical element score）、PCS - 演技構成点（英: Program component score）

| 部門 | 種類 | 得点   | 大会                          |
| ---- | ---- | ------ | ----------------------------- |
| 総合 | TSS  | 222.38 | 2025年四大陸選手権            |
| SP   | TSS  | 74.02  | 2025年四大陸選手権            |
| SP   | TES  | 40.45  | 2022年JGPエーニャノイマルクト |
| SP   | PCS  | 33.87  | 2025年四大陸選手権            |
| FS   | TSS  | 148.36 | 2025年四大陸選手権            |
| FS   | TES  | 78.27  | 2025年四大陸選手権            |
| FS   | PCS  | 70.09  | 2025年四大陸選手権            |

### 主な戦績
- GP - ISUグランプリシリーズ
- CS - ISUチャレンジャーシリーズ
- JGP - ISUジュニアグランプリシリーズ

| 大会名                   | 2019–20 | 2020–21 | 2021–22 | 2022–23 | 2023–24 | 2024–25 | 2025–26 |
| ------------------------ | ------- | ------- | ------- | ------- | ------- | ------- | ------- |
| 世界選手権               |         |         |         | 6位     | 3位     | 10位    |         |
| 四大陸選手権             |         |         |         | 4位     | 2位     | 1位     |         |
| GP スケートアメリカ      |         |         |         |         |         |         | TBD     |
| GP 中国杯                |         |         |         |         |         | 3位     |         |
| GP フランス杯            |         |         |         |         |         | 4位     | TBD     |
| GP エスポー              |         |         |         |         | 4位     |         |         |
| GP スケートカナダ        |         |         |         |         | 2位     |         |         |
| CS ニース杯              |         |         |         |         |         | 1位     |         |
| CS オンドレイネペラ杯    |         |         |         |         | 1位     |         |         |
| CS フィンランディア杯    |         |         |         | 2位     |         |         |         |
| CS ロンバルディア杯      |         |         |         |         | 3位     |         |         |
| アジア冬季競技大会       |         |         |         |         |         | 1位     |         |
| 上海トロフィー           |         |         |         |         |         | 1位     |         |
| JGP ファイナル           |         |         |         | 3位     |         |         |         |
| JGP フランス             |         |         | 2位     |         |         |         |         |
| JGP スロバキア           |         |         | 5位     |         |         |         |         |
| JGP エーニャノイマルクト |         |         |         | 2位     |         |         |         |
| JGP ソリダリティ杯       |         |         |         | 3位     |         |         |         |
| 韓国選手権               | 4位 J   | 9位     | 10位    | 4位     | 3位     | 1位     |         |

### 詳細
- マークが付いている大会はISU公認の国際大会
- パーソナルベストは太字で表示

| 2024-2025 シーズン    |                                                     |          |          |           |
| 開催日                | 大会名                                              | SP       | FS       | 結果      |
| 2025年3月25日 - 30日  | 2025年世界フィギュアスケート選手権（ボストン）      | 11 65.67 | 9 128.49 | 10 194.16 |
| 2025年2月18日 - 23日  | 2025年四大陸フィギュアスケート選手権（ソウル）      | 1 74.02  | 1 148.36 | 1 222.38  |
| 2025年2月7日 - 14日   | 2025年アジア冬季競技大会（ハルビン）                | 2 71.88  | 1 147.56 | 1 219.44  |
| 2025年1月2日 - 5日    | 2025年韓国フィギュアスケート選手権（議政府市）      | 2 70.43  | 1 145.66 | 1 216.09  |
| 2024年11月22日 - 24日 | ISUグランプリシリーズ 中国杯（重慶）                | 4 69.27  | 3 139.20 | 3 208.47  |
| 2024年11月1日 - 3日   | ISUグランプリシリーズフランスグランプリ（アンジェ） | 2 70.90  | 5 129.09 | 4 199.99  |
| 2024年10月16日 - 20日 | ISUチャレンジャーシリーズニース杯（ニース）         | 1 69.42  | 1 135.25 | 1 204.67  |

## プログラム使用曲
| シーズン  | ショートプログラム | フリースケーティング                                                                              | エキシビション                                     |
| --------- | --- | ------------------------------------------------------------------------------------------------- | -------------------------------------------------- |
| 2024-2025 | 『トロン: レガシー オリジナル・サウンドトラック』より Adagio The Grid Derezzed 曲：ダフト・パンク 振付：ブノワ・リショー | Whisperers from the Heart 曲：カール・ヒューゴ Love Dance シルク・ドゥ・ソレイユ 振付：Yeaji Shin | 『 ラ・ラ・ランド』 曲：ジャスティン・ハーウィッツ |